# Пахвинна зв'язка
Пахвинна зв'язка (лат. ligamentum inguinale) — щільний сполучно тканинний тяж, складений у вигляді жолобка і перекинутий між передньою верхньою остю клубової кістки і лонним горбком.

## Анатомія
Пахвинна зв'язка йде дугою впоперек пахвинної ділянки від передньої верхньої ості клубової кістки до лонного горбика, дещо вигинаючись у бік стегна. До неї прикріплюється глибока фасція стегна (т.з. — широка фасція стегна) і три крупні м'язи живота — зовнішній косий, внутрішній косий і поперечний. Довжина пахвинної зв'язки у дорослих становить 11 — 13,5 см.
Пахвинна зв'язка фактично є підвернутим нижнім краєм апоневрозу зовнішнього косого м'яза живота. Вона формує нижню стінку пахвинного каналу і нижню межу пахвинної ділянки, верхню межу стегнового трикутника і загальної лакуни (судинної і м'язової лакун). Пахвинна зв'язка є парним анатомічним утворенням: вона є справа і зліва.

## Формування
Пахвинна зв'язка формується за рахунок нижнього краю апоневрозу зовнішнього косого м'яза живота, волокна якого загинаються назад і до верху. Жолобок, утворений у цьому загині, є дном (нижньою стінкою) пахвинного каналу. На внутрішньому кінці пахвинної зв'язки частина її волокон відгалужується і вплітається в лакунарну зв'язку.

## Термінологія
Назва пахвинна зв'язка не зовсім відповідає сутності зв'язок, так як знаходиться між двома взаємнонерухомими кістками, тобто, ця структура фактично є не зв'язкою, а своєрідною дуплікатурою апоневрозу

## Синоніми
В медичній літературі для означення пахвинної зв'язки застосовується ціла низка синонімів:

• сухожилкова (ніжкова) арка

• поверхнева сухожилкова (ніжкова) арка

• пупарова зв'язка — епонім, пов'язаний з ім'ям французького хірурга Франсуа Пупара, який в 1695 році детально описав пахвинну зв'язку як «підвіску живота» (фр. le suspenseur de l'abdomen) і окреслив її важливе значення для хірургії пахвинних гриж

• фаллопієва зв'язка — епонім, пов'язаний з ім'ям італійського анатома Габріеля Фаллопіо, який вперше в 1561 році описав цю анатомічну структуру

## Клінічне значення
За влучним висловом Франсуа Пупара, пахвинна зв'язка відіграє функцію кістки, до якої кріпляться глибока фасція стегна і три великі м'язи живота. Відповідно, ця структура відіграє ключове значення в формуванні і хірургічному лікуванні пахвинних гриж.
Водночас, в анатомії і хірургії пахвинна зв'язка використовується як орієнтир для визначення нижньої стінки пахвинного каналу, нижньої межі пахвинної ділянки та верхньої межі стегнового трикутника.